# Anders Svensson i Uppnora
Anders Svensson i Uppnora, född 1786, död 1845, var en svensk bonde och riksdagsman.
Anders Svensson var brukare av ett kyrkohemman i Uppnora i Getinge socken. Han försökte under sitt liv förgäves få skattköpa sitt hemman och kämpade hårt för tillåta skatteköp av arrenderad kyrkojord. Han var även nämndeman och senare häradsdomare i Halmstads härad. 1812 var han elektor vid Halmstads södra domsagas riksdagsmannaval. 1817 höll han själv på att bli vald och kandiderade även 1822 med mindre framgång. Han valdes dock 1828 och återvaldes inför riksdagen 1834.
Anders Svensson förordade representationsrätt åt frälsebönder med hänvisning att man då skulle bli fler att dela på kostnaden att skicka riksdagsmän till riksdagen. Själv hade han 1828 försökt begära en höjning av dagsarvodet under riksdagen från 2 riksdaler till 2 riksdaler och 16 skilling men fått avslag. Han försvarade 1827 års lagstiftning om hemmansklyvning och tillhörde den minoritet bland bönderna som 1834 förordade lika arvsrätt för söner och döttrar. Han ville även avskaffa jägeribetjäningen då han ansåg lagarna om skyldighet att anordna skalljakt på rovdjur var tillräcklig och ville även avskaffa expeditionskronofogdarna som han ansåg kunder ersättas av sockenvis valda utmätningsmän.
Anders Svensson råkade 1845 ut för en olycka i närheten av Susegården i Kvibille socken; hans häst föll i sken och han blev avkastad i ett stenröse. Han förlorade medvetandet och avled fyra dagar efter olyckan.